# Agustín Edwards Eastman

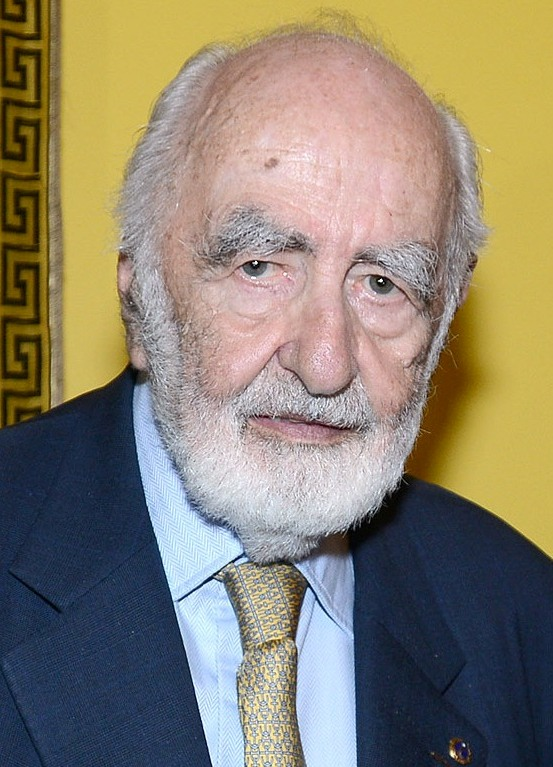
Em 2014

Agustín Iván Edmundo Edwards Eastman (Paris, França, 24 de novembro de 1927 – Chile, 24 de abril de 2017) foi um empresário e jornalista chileno, proprietário da empresa jornalística El Mercurio S.A.P., que publica vários  jornais  no Chile, dentre os quais  El Mercurio e La Segunda.
Agustín Edwards é conhecido por sua postura conservadora, tendente à direita política, e por seu apoio ao golpe de Estado de 1973, que depôs o presidente Salvador Allende. 

## Origens
Agustín Edwards descende de George Edwards Brown (1780 - 1848), um marinheiro inglês, filho de um carpinteiro  galês. 
Segundo a tradição,  George  Edwards viveu embarcado, desde criança, em navios britânicos envolvidos no comércio e corso ou saques. Viajou pela América  espanhola e visitou o Chile pela primeira vez em 1797. Em 1804,  foi novamente ao Chile, a bordo do corsário  britânico Blackhouse (ou Bacar), que se dedicava a saques e pilhagens de navios e portos das colônias espanholas na América do Sul. Durante a viagem, o Bacar ancorou na baía de Coquimbo e, em seguida, tomou de assalto a  desprotegida cidade de La Serena. Durante o saque da cidade, Jorge Edwards entra na casa de Diego Ossandón Castro, Conde de Artilleros,  encontrando sua filha, Isabel de Ossandón Iribárren, por quem se apaixona imediatamente. Decide, então abandonar seu navio e  permanecer em La Serena. Os dois acabariam por se casar em 1807. Tiveram oito filhos,  dando origem a uma longa dinastia de prósperos empresários chilenos  ligados à mineração e à imprensa. 

## Envolvimento com a CIA e o golpe de 1973
Conforme relatório da  Comissão Church do Senado dos Estados Unidos,  El Mercurio, recebeu recursos da CIA, no início da década de 1970, para  participar de um esquema de propaganda contra o governo Allende. Ainda segundo o relatório, o maior e provavelmente o mais importante apoio da CIA a uma organização de mídia no Chile foi dado a El Mercurio, o maior jornal de Santiago, durante o governo Allende.  Em 1971, os agentes da CIA  concluíram que El Mercurio,  a mais importante publicação oposicionista, não sobreviveria por muito tempo,  já que deixara de veicular anúncios do governo. Em 9 de setembro de 1971, foi autorizado pela agência um aporte de recursos no valor de USD700,000 ao jornal. Um outro aporte, no valor de USD965,000, seria feito em 11 de abril de 1972. Um memorando da  CIA  citava, entre os veículos por ela apoiados,  El  Mercurio, destacando o seu  importante papel nos eventos de 11 de setembro de  1973 , que levariam ao golpe militar que depôs Allende.
Em abril de 2015, o Tribunal de Ética do Colégio de Jornalistas do Chile decidiu, por unanimidade, expulsar Agustín Edwards Eastman da entidade, atendendo a requerimento feito por um grupo de jornalistas, em setembro de  2014. Segundo a presidente da entidade, Javiera Olivares,  a conduta de Agustín Edwards Eastman violou o código de ética do Colégio, que tem como princípios a defesa dos direitos humanos, da democracia e dos direitos da pessoa.